# São Teodoro (diaconia)
São Teodoro (em latim, Theodori in Palatio) foi uma diaconia instituída em cerca de 678, pelo Papa Agatão, sendo uma das sete diaconias originais. De acordo com o Liber Pontificalis, a diaconia recebeu doações do Papa Leão III (795-816). Sua igreja havia sido construída no segundo pátio dos Hórreos de Agripa nos séculos VI e VII.
Em 1587, a diaconia foi suprimida pelo Papa Sisto V, mas, em 2 de dezembro de 1959, com a constituição apostólica Siquidem sacræ, o Papa João XXIII a restaurou. Contudo, foi novamente suprimida em 2004, por conta da doação da Igreja de San Teodoro al Palatino para a Igreja Ortodoxa Grega, quando foi consagrada por Sua Santidade o Patriarca Bartolomeu I de Constantinopla.

## Titulares protetores até 1587
- Roberto (circa 1073- antes de 1099)
- Bobone (1099- circa 1117)
- Errico, O.S.B. (circa 1117-?)
- Gualtiero (1120- final de 1121 ou mais comum antes de 1125)
- Ugo Hieramea (ou Geremei) (1125- circa 1129)
- Matteo (1129- circa 1130)
- Alberto Teodoli (1130- circa 1155)
- Ardicio Rivoltella (1155-1186)
- Ugo Geremei (1186- circa 1188)
- Giovanni Malabranca (1188-1192)
- Gregorio Crescenzi (1206-1226 o 1230)
- Giovanni Gaetani Orsini (1315-1335)
- Teodoro Paleologo di Montferrato (1467-1484)
- Vacante até do final de 1492
- Federico di Sanseverino (1492- 1510); 
  - Federico di Sanseverino (1510 - 1511) (in commendam)
- Alfonso Petrucci (1511 - 1517)
- Francesco Pisani (1518-1527)
- Niccolò Gaddi (1527-1545)
- Andrea Cornaro junior (1545-1550)
- Luigi Cornaro (1551-1564)
- Tolomeo Gallio (1565)
- Stanisław Hozjusz (1565-1570)
- Giulio Acquaviva d'Aragona (1570-1574)

## Titulares-protetores depois de 1959
- William Theodore Heard (1959-1970); título pro illa vice (1970-1973)
- Ernesto Civardi (1979-1989)
- Vincenzo Fagiolo (1994-2000)